# Hey, Schwester
Hey, Schwester (orig. Les Sisters) ist eine seit 2008 erscheinende französische Comicserie, die von Christophe Cazenove und William erschaffen wurde. Im November 2022 kam in Frankreich der siebzehnte Band heraus.
„Hey, Schwester“ erscheint in Frankreich im Verlag Bamboo-Édition. Auf Deutsch wurde die Serie bis Band 7 von Tokyopop danach bis Band 12 (Januar 2019) von Popcom (Tokyopop) herausgegeben.

## Handlung
In dem Comic geht es hauptsächlich um die zwei Schwestern Wendy und Marine. Es wird dabei oft gezeigt, wie sie Probleme lösen bzw. diese überhaupt verursachen. Jede Geschichte an sich ist ein One-Pager, der entweder aus einem langen Witz oder nur einem großen Bild besteht.
Marine nimmt sich oft ungefragt Wendys Sachen, was diese ziemlich aufregt. Eines ihrer Lieblingsziele ist dabei Wendys Tagebuch. Marine kann außerdem komplizierte Wörter nicht richtig aussprechen; so sagt sie zum Beispiel statt „Veterinärin“ „Fetterinnerin“. Die Gesichter der Eltern werden nie gezeigt; entweder sind sie von hinten zu sehen oder werden schattiert dargestellt.

### Hauptfiguren
- Wendy: Die große Schwester, die sich hauptsächlich für Jungs und Shoppen interessiert.
- Marine: Die um vier oder fünf Jahre jüngere Schwester.
- Mama und Papa: Wendys und Marines Eltern. Der Vater scheint Comiczeichner zu sein.
- Max: Wendys Freund
- Sammie, Audrey, Emma und Meg: Wendys Freundinnen
- Loulou und Nat: Marines Freundinnen
- Camille und Anais: Die Kusinen von Wendy und Marine. Seit Band 10 treten sie regelmäßig auf.

## Verwendung von Marken
In den Comics werden oft real existierende Marken verwendet; diese werden aber oft nicht oder verändert bezeichnet. So trägt Marine in einer Geschichte ein Hemd, auf dem Maggie Simpson abgebildet ist und besitzt Playmobilfiguren. Sie isst auch gerne Brote mit Nutella, die hier aber aufgrund des Copyrights in „Nultella“ umbenannt wurde. Auch treten im Hintergrund einiger Comics auch offizielle Comicfiguren wie etwa Calvin und Hobbes auf.

## Ableger
Wendy und Marine verkleiden sich oft als Superheldinnen und nennen sich „W“ und „M“. Es gibt auch eine Comicserie unter dem Titel „Die Superschwestern“, in der sie offensichtlich wirklich über Superkräfte verfügen. Diese Edition wird im Jänner 2017 im deutschsprachigen Raum von Tokyopop veröffentlicht.

## Fernsehserie
Von Orange Studios und Sony wurde eine Zeichentrickserie basierend auf dem Comic produziert, die ab 2021 auf KiKA unter dem Titel Power Sisters gesendet wird.